# 北條まみ
北條 まみ（ほうじょう まみ、1984年（昭和59年）3月2日 - ）は、日本のグラビアアイドル、タレント。青森県八戸市出身。プラチナムプロダクション所属。

## 略歴
- 2006年（平成18年）シャイニングウィルにて「宮下遥」の芸名でデビューするも、2007年（平成19年）8月、所属事務所を退所。
- 2007年（平成19年）12月よりプラチナムプロダクションに移籍し、現芸名に改めた。
- 2008年（平成20年）、正月放送のテレビ番組『復活!HAMASHO 風俗刑事新春大捜査SP』（日本テレビ）、『幹事さまぁ〜ず 女だらけの新年会やっちゃうのかよSP』（日本テレビ）に出演。
- 2008年（平成20年）10月より『音楽ば〜か』（テレビ東京）にて歌手デビューを目指す「アウトレット・ミュージシャン」として初のレギュラー番組出演を果たす。
- 2010年（平成22年）6月、手島優、MAOと結成したユニット「爆乳ヤンキー」の新作が話題を呼ぶ。
- 2010年（平成22年）7月21日、ポニーキャニオンから「爆乳甲子園」というユニットでデビュー[1]。背番号は3番。
- 2010年（平成22年）8月、元プロレスラー風香を中心に翌年旗揚げ予定の女子プロレス団体「スターダム」に所属し、レスラーデビューを発表したものの、12月、タレントとの仕事を両立できないため、自らレスラーデビューを辞退した[2]。
- 2011年（平成23年）5月導入開始、HEIWAの『CRラブ嬢〜ご延長の方はいかがなさいますか？〜』にてキャバ嬢役で出演[3]。
- 2011年（平成23年）7月3日、限定!!『セクシー☆オールシスターズ』DXにて「爆乳三国志」に加入した[4]。
- 2011年（平成23年）10月より『おねだりマスカットSP!』（テレビ東京）にレギュラー出演する[5]。
- 2012年（平成24年）8月、同事務所の小田あさ美、加藤遥、加藤桃子、高梨麻衣、由井香織と共にガールズエアバンド「ドッペルゲンガー」を結成。8月19日に行われたサマーソニック2012の世界エアバンド選手権2012で初披露[6]。世界第3位となる。
- 2013年（平成25年）4月20日、『セクシー☆オールシスターズ Reopen The 1st!』にて「胸の谷間にうもれ隊」に加入した[7]。ポジションはセンター。メンバーは同事務所の長岡美和、黒田万結花。
- 2013年（平成25年）10月、スマホ放送局マイスマTV『ぷにぷに爽快アワー』に参入し、10月期のグランプリを取る[8]。

## 人物
- キャッチコピーは「ちょっとエッチなHカップ」
- 趣味は、パチンコ・サウナ。
- 特技は、モノマネ。
- 得意料理は、ふろふき大根[9]と特製卵焼き[10]。
- 舌が大きい[11]。
- 二十歳の時にスカウトされたことをきっかけにグラビアを始める[12]。
- 人見知りを直す本を読んで研究するくらい人見知りである[13]。
- 同じ事務所の橋本雪乃や亀井麻未と仲が良く、プライベートでも遊びに行ったりするほどである[14]。
- 事務所の先輩である手島優とも仲が良く、毎週のようにご飯に行くほどである[15]。

## 作品

### 映像作品
- ミテルだけ（2008年5月23日、エイベックス・エンタテインメント）
- ふぁにまみ旅行（2008年10月24日、リバプール） - EAN 4571174013890。
- あまみほのか（2009年6月26日、リバプール） - EAN 4571174015078。

## 出演

### テレビ番組
- 復活!HAMASHO 風俗刑事新春大捜査SP（2008年1月1日、日本テレビ系）
- 幹事さまぁ〜ず 女だらけの新年会やっちゃうのかよSP（2008年1月1日、日本テレビ）
- 神さまぁ〜ず（2008年2月12日、TBS）
- 水着DEポン（2008年3月、エンタ!371）
- あらびき団（2008年4月23日、TBS）
- 音楽ば〜か（2008年10月 - 12月、テレビ東京系） - シーズン2レギュラー
- はねるのトびら（2008年10月15日、フジテレビ）
- シルシルミシル（2009年9月30日・10月14日・11月4日・25日・2010年1月27日・8月18日、テレビ朝日）
- ウソホンティSP 紅白ウソみたいなホントの話合戦2010（2010年1月1日、フジテレビ）
- ペケポン（2010年1月28日、フジテレビ）
- 中居正広の金曜日のスマたちへ（2010年2月12日、TBS） - 再現VTRホステス役
- ホリさまぁ〜ず（2010年3月3日、TBS）
- テッパン（2010年9月28日、日本テレビ）
- ストレート3（2010年11月28日、フジテレビ）
- 無所属の帝王（2010年12月30日、あっ!とおどろく放送局）
- AKIBA16エンタメTV（2011年2月2日 - 3月30日、あっ!とおどろく放送局）
- AKIBA18エンタメTV（2011年4月7日 - 6月29日、あっ!とおどろく放送局）
- ゴッドタン（テレビ東京） - 爆乳ヤンキーとして
  - 2011年3月9日・6月1日
  - 爆乳ヤンキープロデュース王決定戦（2012年4月21日）
  - 爆乳プロデュース2（2012年7月21日）
  - 爆乳ヤンキー新センターオーディション（2013年4月6日）
  - マジ歌ライブin渋谷公会堂（2013年5月11日）
- くだまき八兵衛X（2011年4月21日、テレビ東京）
- さんま&くりぃむの芸能界(秘)個人情報グランプリ 第9回（2011年5月28日、フジテレビ）
- Ｔタイム・ワールド〜輝け!ウエストゲートカレッジ〜（2011年6月18日、あっ!とおどろく放送局）
- アリなし（2011年9月3日・10日・24日、テレビ東京）
- おねだりマスカットSP!（2011年10月13日 - 2012年2月22日、テレビ東京） - ブラックマスカッツ
- 芸人報道（2012年4月23日、日本テレビ）
- ナカイの窓 モテない男たちSP（2013年8月14日、日本テレビ）
- 体当り国語バラエティ 大変よくできました（2013年10月8日、TBS）
- 恋するカミングアウト（2013年11月29日、フジテレビ）
- 内村とザワつく夜 イヴまであと1週間!ザワつく聖夜を笑い飛ばそうSP（2013年12月17日、TBS）
- ぶっちゃけ告白TV!カミングアウト! コレを言わずに年が越せるか!ぶっちゃけ告白TV!カミングアウト祭!2013（2013年12月27日、フジテレビ）
- 嵐にしやがれ 元日2時間半SP 今年もイチからやり直します!（2014年1月1日、日本テレビ） - 相葉ドッキリ30連発水着ギャル集団編
- だんくぼ・彩 今年は仲良くします!SP〜ワケあり美女と運気アップさせるわよツアー〜（2014年1月6日、テレビ朝日）
- musicるTV（2014年1月27日、テレビ朝日） - 胸の谷間にうもれ隊
- 内村とザワつく夜（2014年1月28日・2月4日、TBS）
- FNS27時間テレビ　武器はテレビ。SMAP×FNS27時間テレビ（2014年7月27日、フジテレビ） - 極楽部屋水着美女
- ヨソで言わんとい亭　ヒソヒソディスり亭（2015年2月5日、テレビ東京）
- W女優おんせん　北陸新幹線開通記念SP!Wグラビアおんせん（2015年7月1日、エンタメ〜テレ☆シネドラバラエティ）
- 山里と100人の美女〜Xmasの女子会!大告白SP〜（2015年12月25日、TBS）

### テレビドラマ
- 花ざかりの君たちへ〜イケメン♂パラダイス〜（2008年10月12日、フジテレビ）
- 赤川次郎原作 毒<ポイズン> 第9話（2012年11月29日、読売テレビ） - マミ 役
- 続・最後から二番目の恋 第7話（2014年5月29日、フジテレビ）
- LOVE理論 第2話（2015年4月20日、テレビ東京）

### 舞台
- IDENTITIEZ PRESENTS 『PUNCH LINE! Vol.04』（2009年2月、演出：西山聡）